# Konkurrenceloven
Konkurrenceloven er en dansk lov, der fastlægger bestemmelserne for konkurrencevilkårene mellem alle erhvervsvirksomheder i Danmark. Loven er senest revideret i 2010 og har som formål at sikre effektiv konkurrence.
De centrale bestemmelser er et forbud mod indgåelse af visse konkurrencebegrænsende aftaler samt et forbud mod at misbruge en dominerende stilling på markedet. Loven regulerer også de former for økonomisk virksomhed, der forestås af foreninger, fonde eller det offentlige. 
Konkurrence- og Forbrugerstyrelsen påser, at loven overholdes.